# Sojusz 90/Zieloni
Sojusz 90/Zieloni (niem. Bündnis 90/Die Grünen) – lewicowa partia polityczna w Republice Federalnej Niemiec, utworzona w 1993 r. w wyniku połączenia koalicji ruchów obywatelskich byłej NRD – Sojusz 90, z zachodnioniemiecką partią Zielonych, której poprzednicy powstali w latach 70. XX wieku, jako element nowych ruchów społecznych i ekologicznych.
Sojusz 90/Zieloni jest partią członkowską Europejskiej Partii Zielonych, w Parlamencie Europejskim jej posłowie należą do grupy Zieloni/WSE. Współpracował także z nieistniejącą już Obywatelską Koalicją Zielonych.
Od 1998 do 2005 Sojusz 90/Zieloni tworzył koalicję rządową z Socjaldemokratyczną Partią Niemiec.
Z niemiecką partią Zielonych współpracuje niezależna polityczna Fundacja im. Heinricha Bölla.

## Historia

### Geneza partii
Geneza Zielonych wiąże się z ruchami ekologicznymi i protestami przeciwko elektrowniom jądrowym w Niemczech Zachodnich w latach 70. XX wieku. Do formalnego powołania sojuszu wyborczego doszło na konwencji we Frankfurcie 17–18 marca 1979 r. przed wyborami do Parlamentu Europejskiego. Ugrupowanie nazywało się wówczas Sonstige Politische Vereinigung/Die Grünen. W wyborach zdobyło 3,2% (900 tys. głosów) i nie zdobyło żadnych mandatów, ale przekroczyło próg uprawniający do uzyskania zwrotu kosztów kampanii wyborczej i subwencji z budżetu państwa. Umożliwiło to start w wyborach lokalnych, gdzie Zieloni odnieśli pierwsze sukcesy, w 1979 wprowadzili 4 posłów do landtagu w Bremie.
W 1980 ugrupowanie zostało formalnie przekształcone w partię polityczną. Pomimo słabego wyniku w wyborach parlamentarnych w 1980 roku (1,5%) partia wprowadziła swoich przedstawicieli do kilku landtagów, w Badenii-Wirtembergii, Berlinie, Hesji, Hamburgu i Dolnej Saksonii. W tym okresie w Niemczech popularność zyskiwały protesty pokojowe i demonstracje przeciwko energii atomowej. Zieloni brali w nich aktywny udział i pozyskiwali wyższe poparcie, dzięki temu w 1983 r., pod przywództwem Petry Kelly, po raz pierwszy przekroczyli próg wyborczy w wyborach do Bundestagu (zdobyli 5,6% co przełożyło się na 27 mandatów).
W 1985 roku Zieloni dzięki koalicji z SPD po raz pierwszy weszli do rządu w landtagu w Hesji. Polityk Zielonych Joschka Fischer został w tym landzie ministrem środowiska. W 1987 roku partia poprawiła swój wynik w wyborach do Bundestagu, zdobywając 8,3% głosów, co przełożyło się na 42 mandaty.

### Po zjednoczeniu Niemiec
W 1990 roku doszło do zjednoczenia Niemiec. Zieloni na zachodzie Niemiec nie podzielali entuzjazmu co do zjednoczenia, obawiali się wzmocnienia władzy centralnej w Niemczech i wzrostu nacjonalizmu. W kampanii wyborczej pomijali temat zjednoczenia, ich hasło brzmiało: „Wszyscy mówią o Niemczech, my mówimy o pogodzie”. Strategia ta nie przyniosła sukcesu, partia zdobyła 4,8% i nie przekroczyła progu wyborczego w Niemczech Zachodnich. W lutym 1990 roku powołano jednak do życia Partię Zielonych w Niemczech Wschodnich. Partia weszła w koalicję z ruchami obywatelskimi, wystartowała w wyborach pod nazwą Sojusz 90/Zieloni i przekroczyła próg wyborczy na wschodzie Niemiec. Dzięki temu po fuzji wschodnich i zachodnich partii Zielonych partia miała swoich przedstawicieli w parlamencie krajowym.
3 grudnia 1990 roku, po wyborach, doszło do fuzji wschodniej i zachodniej partii Zielonych. W 1993 roku już ogólnoniemiecka partia Zielonych połączyła się z działającym we wschodnich Niemczech ugrupowaniem Sojusz 90. W tym okresie nieformalnym liderem ugrupowania stał się Joschka Fischer.
W 1994 roku partia powróciła do Bundestagu (wynik 7,3%, 49 mandatów). Od tego czasu Zieloni zmienili strategię, przestali być partią zainteresowaną wyłącznie sprawami ekologii i rozwinęli program w innych tematach, takich jak gospodarka czy polityka społeczna.

### Rząd koalicyjny z SPD (1998–2005)
W wyborach w 1998 roku partia nie poprawiła znacząco swojego wyniku w wyborach krajowych (6,7%, 47 mandatów), ale po wyborach weszła w koalicję z SPD. Trzech przedstawicieli Zielonych objęło stanowiska w rządzie, Joschka Fischer objął resort spraw zagranicznych, Jürgen Trittin został ministrem środowiska, Andrea Fischer została ministrem zdrowia.
Udział w rządzie doprowadził do podziałów w partii. W 1999 roku partia musiała zdecydować o poparciu Niemiec interwencji NATO w Kosowie. Było to sprzeczne z programowym pacyfizmem partii. Inną ważną decyzją była decyzja o likwidacji elektrowni atomowych. Było to zgodne z długofalowym programem partii, ale proces zamykania elektrowni był długotrwały, co rozczarowało wielu działaczy i skłoniło ich do odejścia.
W wyborach w 2002 roku partia poprawiła swój stan posiadania w Bundestagu i ponownie weszła w koalicję z SPD, politycy Zielonych weszli w skład rządu Gerharda Schrödera. W 2005 roku Schröder ogłosił wcześniejsze wybory.

### W opozycji (2005–2021)
Po 2005 roku partia odnosiła sukcesy na szczeblu landtagów, wchodząc w niektórych landach do rządu. Niezwykle udany dla partii był rok 2011, kiedy to polityk partii po raz pierwszy stanął na czele rządu lokalnego (Winfried Kretschmann w Badenii-Wirtembergii). W tym samym roku partia po raz pierwszy wprowadziła swoich przedstawicieli do wszystkich landtagów. W wyborach w 2013 roku partia odnotowała jednak słabszy rezultat, co wynikało między innymi z dyskusji o kontrowersyjnym stanowisku Zielonych wobec pedofilii we wczesnych latach 80.
W wyborach w 2017 partia zdobyła 8,9% głosów i zdobyła 67 miejsc w Bundestagu. W przeprowadzonych dwa lata później wyborach do Parlamentu Europejskiego partia zajęła drugie miejsce, zdobywając 20,53% i wprowadzając do Europarlamentu 21 przedstawicieli.
W wyborach w 2021, partia uzyskała największą zmianę miejsc o 51. Tym samym, osiągnęła swój rekord, wynoszący 118.

### Rząd koalicyjny z SPD i FDP (2021–2025)
W wyniku wrześniowych wyborów w 2021 r. i odbytych po nich rozmowach koalicyjnych, Zieloni wraz z partiami SPD i FDP utworzyli rząd 8 grudnia 2021 r. na czele z Olafem Scholzem jako kanclerzem.

## Poparcie w wyborach

### Wybory do Bundestagu
| Wybory | Poparcie | Zmiana punktów procentowych | Mandaty (Bundestag) | Zmiana |
| ------ | -------- | --------------------------- | ------------------- | ------ |
| 1980   | 1,5%     | –                           | –                   | –      |
| 1983   | 5,6%     | 4,1                         | 27                  | 27     |
| 1987   | 8,3%     | 2,7                         | 42                  | 15     |
| 1990   | 5%       | 3,3                         | 8                   | 34     |
| 1994   | 7,3%     | –                           | 49                  | –      |
| 1998   | 6,7%     | 1,1                         | 47                  | 2      |
| 2002   | 8,6%     | 1,9                         | 55                  | 8      |
| 2005   | 8,1%     | 0,5                         | 51                  | 4      |
| 2009   | 10,7%    | 2,6                         | 68                  | 17     |
| 2013   | 8,4%     | 2,3                         | 63                  | 5      |
| 2017   | 8,9%     | 0,5                         | 67                  | 4      |
| 2021   | 14,8%    | 5,9                         | 118                 | 51     |
| 2025   | 11,6%    | 3,1                         | 85                  | 33     |

### Wybory do Parlamentu Europejskiego
| Wybory | Poparcie | Zmiana punktów procentowych | Mandaty | Zmiana | L. miejsc dla Niemiec |
| ------ | -------- | --------------------------- | ------- | ------ | --------------------- |
| 1979   | 3,2%     | –                           | 0       | –      | 81                    |
| 1984   | 8,2%     | 5                           | 7       | 7      | 81                    |
| 1989   | 8,45%    | 0,25                        | 8       | 1      | 99                    |
| 1994   | 10,1%    | 1,65                        | 12      | 4      | 99                    |
| 1999   | 6,4%     | 3,7                         | 7       | 5      | 99                    |
| 2004   | 11,9%    | 5,5                         | 13      | 6      | 99                    |
| 2009   | 12,1%    | 0,2                         | 14      | 1      | 99                    |
| 2014   | 10,7%    | 1,4                         | 11      | 3      | 99                    |
| 2019   | 20,5%    | 9,8                         | 21      | 10     | 96                    |
| 2024   | 11,9%    | 8,6                         | 12      | 9      | 96                    |